# دان کارم سایلا

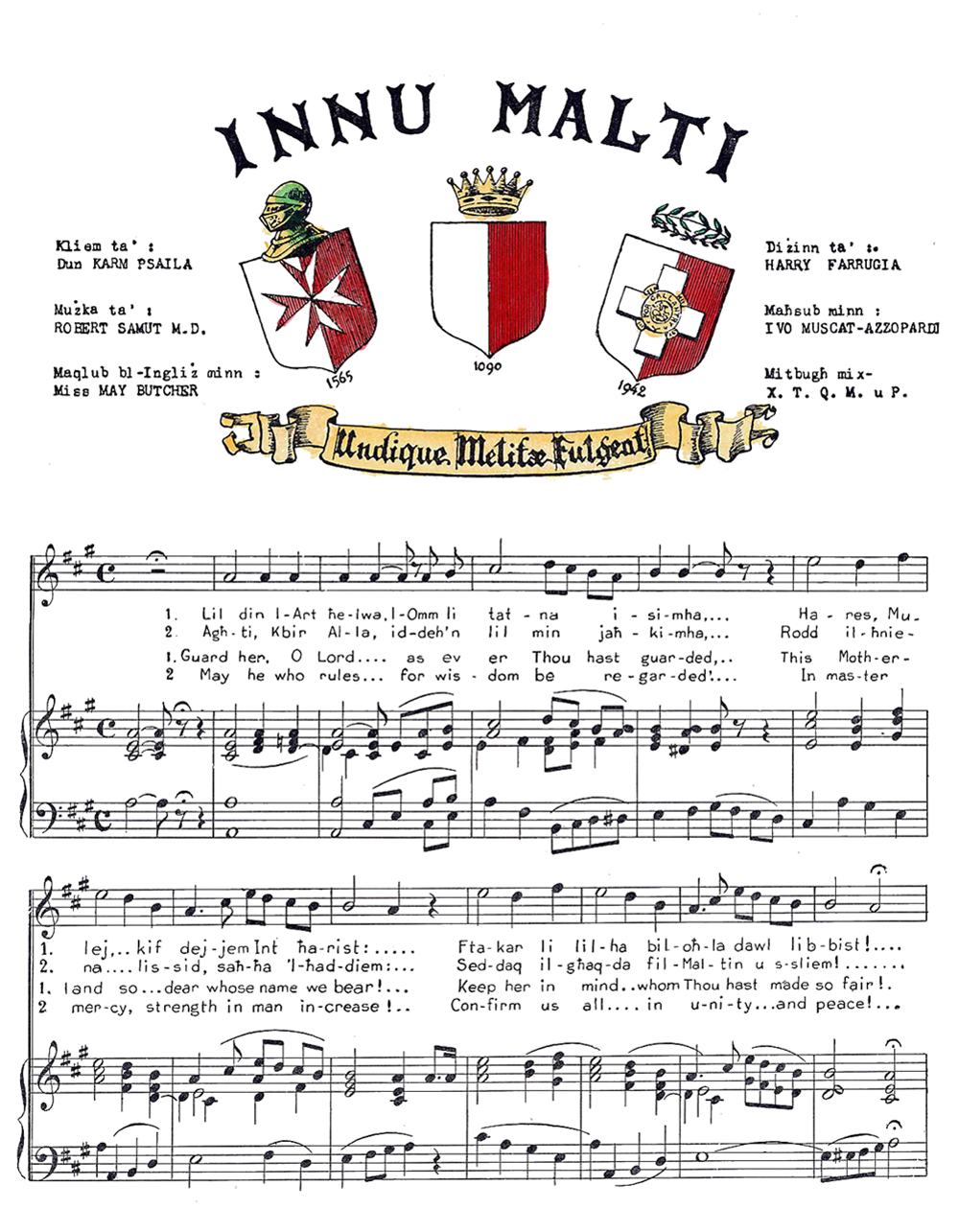
دان کارم نویسنده سرود ملی مالت است

دان کارملو سایلا که بیشتر به نام دان کارم شناخته می‌شود (زبوگ، ۱۸ اکتبر ۱۸۷۱ – ۱۳ اکتبر ۱۹۶۱)، کشیش، نویسنده و شاعر مالتی بود که گاه به نام «بارد مالت» شناخته می‌شود. او به عنوان نویسنده سرود ملی مالت نیز شناخته می‌شود.